# Graminidites
 (avril 2020).
Genre
Graminidites est un genre éteint de graminées (Poaceae) fossiles.

## Liste d'espèces
Selon Paleobiology Database (9 avril 2020) :
- Graminidites annulatus
- Graminidites antarcticus
- Graminidites media